# Francine Lazurick
Francine Lazurick, née Bonitzer le 20 septembre 1909 à Paris où elle est décédée le 20 mai 1990, est une avocate et journaliste française.
Elle est la seconde épouse de Robert Lazurick, député socialiste du Front populaire et, après la Seconde Guerre mondiale, président-directeur général du journal L'Aurore. Francine Lazurick couvre pour L'Aurore le procès Pétain.
Après la mort accidentelle de son mari en avril 1968, Francine Lazurick devient présidente-directrice générale de L'Aurore. Elle quitte ce quotidien en 1978, avant sa vente au groupe Hersant.